# Otinotoides intermedia
Otinotoides intermedia är en insektsart som beskrevs av William Lucas Distant. Otinotoides intermedia ingår i släktet Otinotoides och familjen hornstritar. Inga underarter finns listade i Catalogue of Life.